# 연륙교

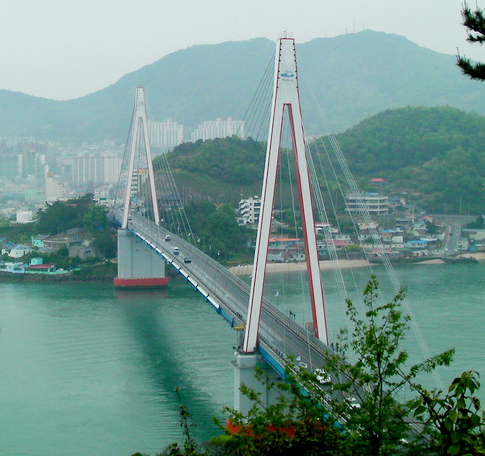
대한민국의 대표적인 연륙교인 돌산대교

연륙교(連陸橋)는 육지와 섬을 연결하는 다리를 가리키는 말이다. 섬나라의 경우에는 본토인 큰 섬과 그 밖의 작은 섬을 연결하는 다리를 가리키기도 한다.

## 연도교와 연륙교
연도교(連島橋)는 섬과 섬을 연결하는 다리로, 육지와 섬을 연결하는 연륙교와 개념상 구분하여 부르는 말이지만, 연륙교나 방조제에 의해 연륙(連陸)한 섬과 다른 섬을 잇는 다리는 결국 육지와 섬을 이어주는 기능을 하므로 넓은 의미에서 연륙교에 포함된다.
여수시 거문도의 거문대교, 제주시 추자도의 추자대교, 옹진군의 신도, 시도, 모도를 연결하는 신시연도교·시모연도교, 군산시 고군산군도의 고군산대교 개통 전 옛 선유교·장자교 등을 제외한 대한민국의 연도교는 대개 광의의 연륙교에 속한다.

## 연륙교의 발음
연륙교는 육지와 잇는다는 뜻의 연륙(連陸)과 다리를 뜻하는 교(橋)를 합친 말이므로, '연륜', '인륜', '난로', '신라'처럼 [열륙꾜]라고 말하는 것이 올바른 발음이다.(표준발음법 제5장 제20항) 이와 관련해 문화방송 아나운서인 강재형은 방송 매체의 일부 앵커나 기자들이 연륙교를 [연뉵꾜]라고 잘못 발음하고 있다고 비판한 바 있다.

## 대한민국의 주요 연륙교 목록
| 지역 | 지역 | 교량 이름    | 위치                                          | 길이    | 개통일           | 비고                                                                          |
| ---- | ---- | ------------ | --------------------------------------------- | ------- | ---------------- | ----------------------------------------------------------------------------- |
| 부산 | 부산 | 가덕대교     | 강서구 눌차동 ~ 송정동                        | 960 m   | 2010. 12. 14.    |                                                                               |
| 부산 | 부산 | 남항대교     | 서구 암남동 ~ 영도구 영선동4가                |         | 2008. 7. 9.      | PCT 거더 공법                                                                 |
| 부산 | 부산 | 부산대교     | 중구 중앙동7가 ~ 영도구 봉래동1가             | 694 m   | 1980. 1. 30.     | 타이드 아치 공법                                                              |
| 부산 | 부산 | 부산항대교   | 영도구 청학동 ~ 남구 감만동                   |         | 2014. 5. 22.     | 사장교                                                                        |
| 부산 | 부산 | 영도대교     | 중구 남포동1가 ~ 영도구 대교동1가             | 214.8 m | 2013. 11. 27.    | 두개교                                                                        |
| 인천 | 인천 | 영종대교     | 서구 원창동 ~ 중구 운북동                     |         | 2000. 11. 21.    | 현수교, 트러스교, 강합성상자형교                                              |
| 인천 | 인천 | 영흥대교     | 옹진군 영흥면 내리 ~ 선재리                   | 1.25 km | 2001. 11. 15.    | 사장교                                                                        |
| 인천 | 인천 | 인천대교     | 연수구 송도동 ~ 중구 운남동                   |         | 2009. 10. 19.    | 사장교                                                                        |
| 인천 | 인천 | 교동대교     | 강화군 교동면 봉소리 ~ 양사면 인화리          | 2.11 km | 2014. 7. 1.      | 사장교                                                                        |
| 인천 | 인천 | 석모대교     | 강화군 삼산면 석모리 ~ 내가면 황청리          | 1.41 km | 2017. 6. 28.     | FCM 공법                                                                      |
| 인천 | 경기 | 강화대교     | 강화군 강화읍 갑곳리 ~ 김포시 월곶면 포내리   |         |                  |                                                                               |
| 인천 | 경기 | 선재대교     | 옹진군 영흥면 선재리 ~ 안산시 단원구 대부남동 | 550 m   | 2000. 11. 17.    |                                                                               |
| 인천 | 경기 | 강화초지대교 | 강화군 길상면 초지리 ~ 김포시 대곶면 약암리   | 1200 m  | 2002. 8. 28.     | 아치교                                                                        |
| 충남 | 충남 | 안면연륙교   | 태안군 안면읍 창기리 ~ 남면 신온리            | 208 m   | 1970년 12월 10일 | 거더교                                                                        |
| 충남 | 충남 | 안면대교     | 태안군 안면읍 창기리 ~ 남면 신온리            |         |                  |                                                                               |
| 전북 | 전북 | 고군산대교   | 군산시 옥도면 무녀도리 ~ 신시도리             | 400 m   | 2016. 7. 5.      | 새만금 방조제에서부터 신시교, 고군산대교, 무녀교, 선유교, 장자교 순으로 있다. |
| 전남 | 전남 | 거금대교     | 고흥군 금산면 신촌리 ~ 도양읍 소록리          | 2028 m  | 2011. 12. 16.    |                                                                               |
| 전남 | 전남 | 거북선대교   | 여수시 돌산읍 우두리 ~ 종화동                 |         |                  |                                                                               |
| 전남 | 전남 | 고금대교     | 완도군 고금면 가교리 ~ 강진군 마량면 마량리   |         |                  |                                                                               |
| 전남 | 전남 | 김대중대교   | 신안군 압해읍 복룡리 ~ 무안군 운남면 성내리   |         | 2013. 12. 27.    |                                                                               |
| 전남 | 전남 | 나로1대교    | 고흥군 포두면 남성리 ~ 동일면 덕흥리          |         |                  |                                                                               |
| 전남 | 전남 | 나로2대교    | 고흥군 봉래면 신금리 ~ 동일면 봉영리          |         |                  |                                                                               |
| 전남 | 전남 | 돌산대교     | 여수시 남산동 ~ 돌산읍 우두리                 | 450 m   |                  |                                                                               |
| 전남 | 전남 | 목포대교     | 목포시 달동 ~ 죽교동                          | 3.06 km | 2012. 6. 29.     |                                                                               |
| 전남 | 전남 | 백야대교     | 여수시 화정면 백야리 ~ 화양면 안포리          | 325 m   | 2005. 4. 14.     |                                                                               |
| 전남 | 전남 | 천사대교     | 신안군 암태면 신석리 ~ 압해읍 송공리          |         |                  | 미개통                                                                        |
| 전남 | 전남 | 서남문대교   | 신안군 도초면 발매리 ~ 비금면 수대리          |         |                  |                                                                               |
| 전남 | 전남 | 소록대교     | 고흥군 도양읍 소록리 ~ 봉암리                 | 1160 m  | 2009. 3. 2.      |                                                                               |
| 전남 | 전남 | 신안1교      | 신안군 안좌면 마진리 ~ 팔금면 장촌리          |         |                  |                                                                               |
| 전남 | 전남 | 신지대교     | 완도군 완도읍 가용리 ~ 신지면 송곡리          |         |                  |                                                                               |
| 전남 | 전남 | 압해대교     | 신안군 압해읍 신장리 ~ 목포시 대양동          |         | 2008. 5. 22.     |                                                                               |
| 전남 | 전남 | 약산연도교   | 완도군 고금면 덕동리 ~ 약산면 우두리          |         |                  |                                                                               |
| 전남 | 전남 | 완도대교     | 완도군 군외면 원동리                          |         | 2012. 3. 29.     | 달도 ~ 완도 연륙교                                                            |
| 전남 | 전남 | 은암대교     | 신안군 암태면 오상리 ~ 자은면 유각리          |         |                  |                                                                               |
| 전남 | 전남 | 중앙대교     | 신안군 팔금면 원산리 ~ 암태면 와촌리          |         |                  |                                                                               |
| 전남 | 전남 | 증도대교     | 신안군 증도면 증동리 ~ 지도읍 탄동리          |         |                  |                                                                               |
| 전남 | 전남 | 지도대교     | 신안군 지도읍 탄동리 ~ 읍내리                 |         |                  |                                                                               |
| 전남 | 전남 | 회진대교     | 장흥군 회진면 대리 ~ 회진면 노력리 노력도     |         |                  |                                                                               |
| 전남 | 전남 | 진도대교     | 진도군 군내면 녹진리 ~ 해남군 문내면 학동리   |         |                  |                                                                               |
| 경남 | 경남 | 거제대교     | 통영시 용남면 장평리 ~ 거제시 사등면 덕호리   |         | 1971. 4. 8.      |                                                                               |
| 경남 | 경남 | 남해대교     | 남해군 설천면 노량리 ~ 하동군 금남면 노량리   | 660 m   | 1973. 6. 22.     |                                                                               |
| 경남 | 경남 | 늑도대교     | 사천시 늑도동                                 |         |                  | 늑도 ~ 초양도 연륙교                                                          |
| 경남 | 경남 | 삼천포대교   | 사천시 대방동                                 |         |                  | 모개도 ~ 사천시 연륙교                                                        |
| 경남 | 경남 | 창선교       | 남해군 삼동면 지족리 ~ 창선면 지족리          |         |                  |                                                                               |
| 경남 | 경남 | 창선대교     | 남해군 창선면 대벽리 ~ 사천시 늑도동          |         |                  |                                                                               |
| 경남 | 경남 | 초양대교     | 사천시 늑도동 ~ 대방동                        |         |                  |                                                                               |
| 경남 | 부산 | 거가대교     | 거제시 장목면 유호리 ~ 강서구 천성동          | 3.5 km  | 2010. 12. 13.    |                                                                               |